# Вулиця Меретина
Ву́лиця Ме́ретина — вулиця у Галицькому районі міста Львова, в місцевості Привокзальна. Сполучає вулицю Городоцьку з вулицею Шептицьких.

## Назва
Вулицю прокладено 1898 року з метою сполучення вулиці Генерала Токажевського (колишня назва ділянки сучасної вул. Городоцької від церкви Анни до вул. Залізничної) з вулицею Шептицьких. Первісна назва — вулиця Йозафата, названа була на честь засновника монашого ордену Василіян (ЧСВВ), єпископа УГКЦ Йосафата Кунцевича. Під час німецької окупації Львова вулиця мала назву Нелькенштрассе (Гвоздична). У липні 1944 року на короткий час повернули передвоєнну назву, а вже у грудні того ж року вулиця отримала назву — Піонерська. 1991 року вулиця отримала сучасну назву — Меретина, на пошану архітектора епохи пізнього бароко та рококо, автора проєкту, за яким будувався собор Святого Юра у Львові Бернарда Меретина.

## Забудова
В архітектурному ансамблі вулиці Меретина переважає класицизм. Пам'ятки архітектури національного та місцевого значення відсутні.
№ 5 — триповерховий житловий будинок, нині на першому поверсі міститься магазин дитячого одягу «ТМ Зена».
№ 6 — триповерховий житловий будинок, нині на першому поверсі міститься салон краси «Імідж».
№ 10 — триповерховий житловий будинок, нині на першому поверсі міститься офіс транспортно-туристичної фірми «Одрі».
№ 12 — триповерховий житловий будинок, нині в одному з приміщень першого поверху міститься нотаріальна контора.